# Turki Al-Ammar
Turki Al-Ammar (en árabe: تركي العمار‎; Riad, 24 de septiembre de 1999) es un futbolista saudita que juega en la demarcación de centrocampista para el Al-Qadisiyah FC de la Liga Profesional Saudí.

## Selección nacional
Tras jugar con la selección de fútbol sub-19 de Arabia Saudita y la sub-20, finalmente hizo su debut con la selección de fútbol de Arabia Saudita el 19 de noviembre de 2019 en un encuentro amistoso contra Paraguay que finalizó con un resultado de empate a cero.

## Clubes
| Club            | País           | Año       | Partidos | Goles |
| --------------- | -------------- | --------- | -------- | ----- |
| Al-Shabab Club  | Arabia Saudita | 2017-2023 | 121      | 10    |
| Al-Qadisiyah FC | Arabia Saudita | 2023-     | 61       | 8     |

## Palmarés

### Campeonatos internacionales
| Título                      | Club                                         | País      | Año  |
| --------------------------- | -------------------------------------------- | --------- | ---- |
| Campeonato sub-19 de la AFC | Selección de fútbol sub-19 de Arabia Saudita | Indonesia | 2018 |